# Drwęca
Drwęca (udtale: |ˈdrvɛnt͡sa|; tysk: Drewenz; litauisk: Druvinčia) er en flod i det nordlige Polen. Det bliver en biflod til Vistula-floden nær byen Toruń, og udgør en del af byens administrative grænse. Den har en længde på 231 km og et afvandingsområde på 5.697 km2, alt sammen i Polen. Den løber i i voivodskaberne Warmińsko-mazurskie og Kujawsko-pomorskie.
Drwęca, der tidligere også blev kaldt Drebnitz, har sit udspring omkring otte kilometer sydvest for Olsztynek (Hohenstein) nær landsbyen Drwęck (Dröbnitz) og løber i begyndelsen i en nordvestlig retning til Ostróda (Osterode), derefter i vestlig retning gennem søen Jezioro Drwęckie (Drewenzsee) i det masuriske søområde og løber til sidst fra syd til sydvest, indtil den til sidst løber ud i Wisła ved den sydøstlige grænse af Toruń (Thorn).
Elbląg-kanalen (Kanał Elbląski, Oberländischer Kanal), der blev bygget mellem 1840 og 1856, forbinder Drwęca via Miłomłyn (Liebemühl), Ostróda (Osterode) og Elbląg (Elbing) med Wisłabugten.